# Pantherodes cornifrons
Pantherodes cornifrons là một loài bướm đêm trong họ Geometridae.